# АЭС Обригхайм
Атомная электростанция Обригхайм (нем. Kernkraftwerk Obrigheim) — ныне закрытая атомная электростанция в Германии мощностью 357 МВт. Была расположена в коммуне Обригхайм на реке Неккар в районе Неккар-Оденвальд земли Баден-Вюртемберг. Замедлителем в реакторе служила легкая вода.

## Данные энергоблока
АЭС имеет один энергоблок:
| Энергоблок      | Тип реактора                       | Нетто- мощность | Брутто- мощность | Начало строительства | Синхронизация с электросетью | Коммерческая эксплуатация | Закрытие   |
| --------------- | ---------------------------------- | --------------- | ---------------- | -------------------- | ---------------------------- | ------------------------- | ---------- |
| Obrigheim (KWO) | Водо-водяной ядерный реактор (PWR) | 340 MВт         | 357 MВт          | 15.03.1965           | 29.10.1968                   | 31.03.1969                | 11.05.2005 |

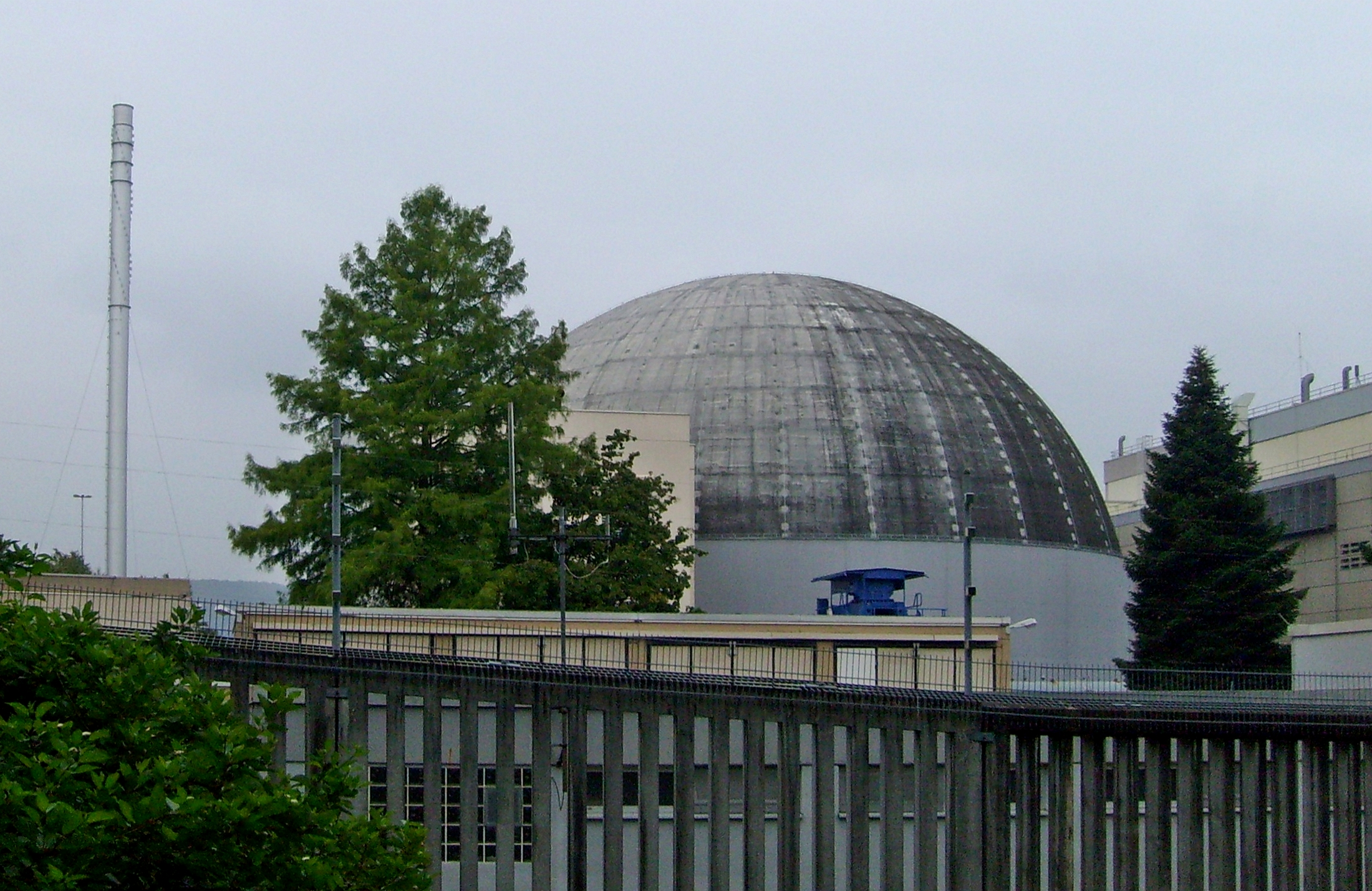
Здание реактора
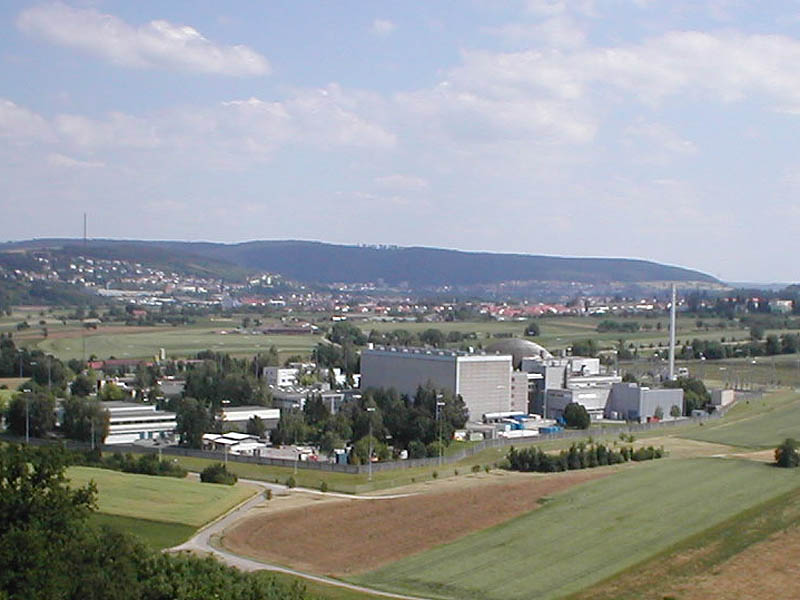
Вид на АЭС
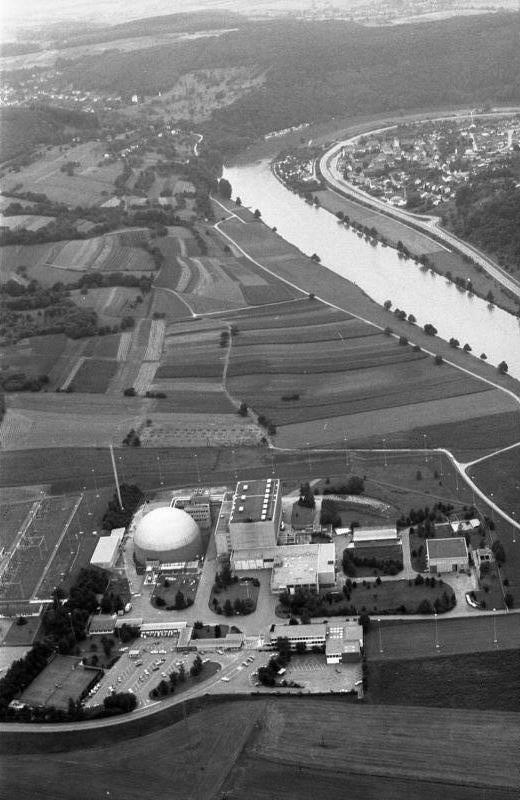
Аэрофотоснимок АЭС в 1979 году
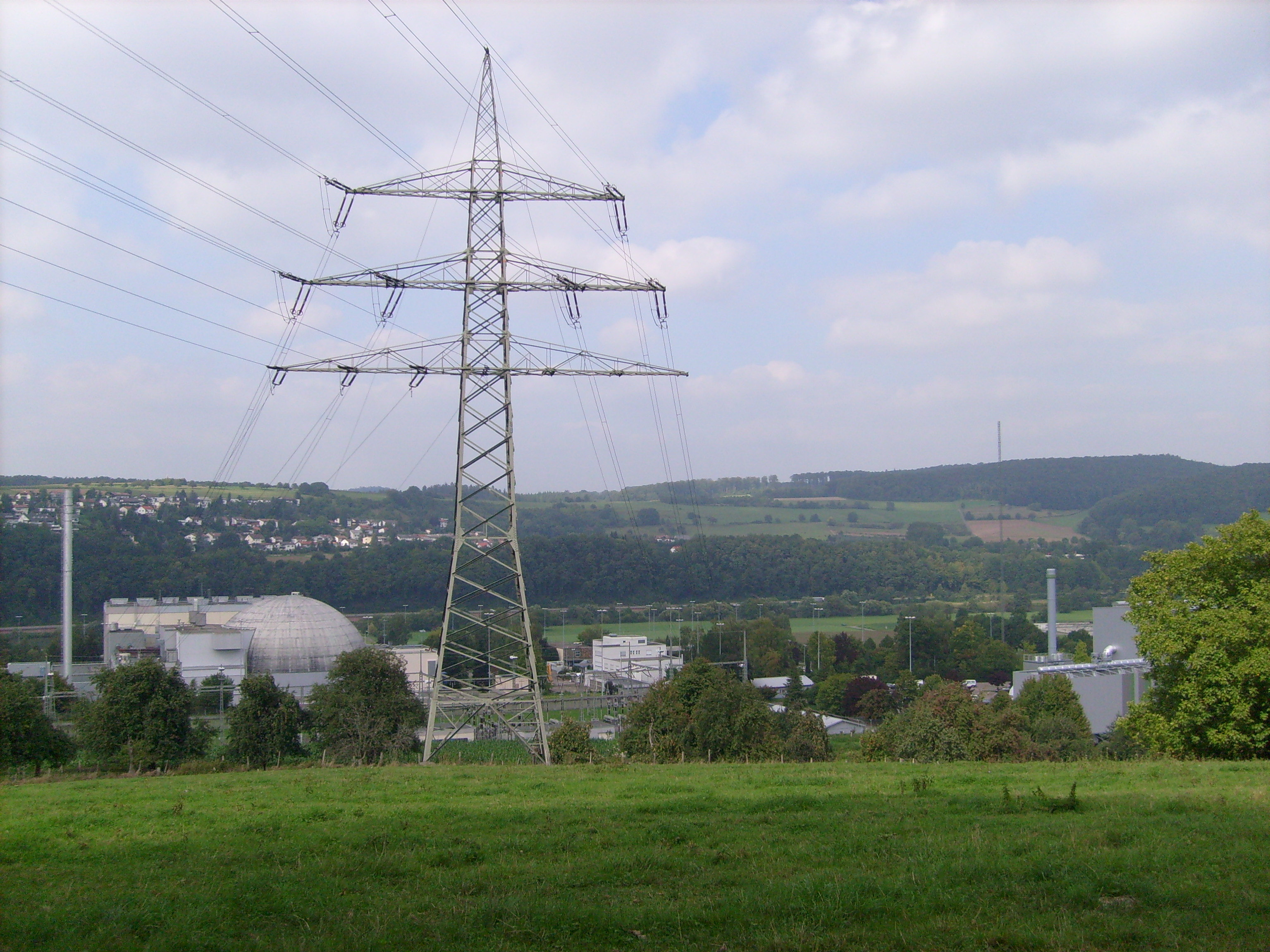
АЭС (слева) и электростанция (справа), работающая на переработке биомассы и построенная на замену закрытой атомной электростанции